# اندیس تراورتن قره زمین
تراورتن قره زمین یک اندیس مصالح ساختمانی است که در حوالی شهر ماکو استان آذربایجان غربی قرار دارد و مادهٔ معدنی موجود در آن، تراورتن است.سنگ میزبان این اندیس تراورتن است و دیرینگی آن به دوران کواترنری می‌رسد. 